# Anna Bruds
Anna Bruds eller Anna Thomaskone Bruds, död 1652, var en dansk kvinna som avrättades för häxeri i Ribe. Hon är känd som den sista person som avrättades i Ribe, vars protokoll från 1572-1652 är de mest välbevarande av alla danska häxprocesser. 
Hon anklagades av änkan Inger Thomaskone för att ha förtrollat hennes son till döds efter ett slagsmål med Ingers dotter Mette Thomasdatter. Hon erkände sig skyldig i februari 1652. Hon tillfrågades om flera misstänkta kvinnor var häxor, och bekräftade vissa men tillbakavisade i andra fall anklagelsen mot dem. 
Under tortyr bekräftade hon sin bekännelse om att hon hade förgjort Thomas Arilds son Berthel Thomasen, och att hon hade en tjänstedjävul som hette Brud. Hon uppgav att hon hade lärt trolldom av den nu döda Anna Jenskone, och angav fyra kvinnor som medbrottslingar. Hon dömdes till att brännas på bål 7 april 1652. 